# Hexametapil
A hexametapil színtelen, erősen gyúlékony folyadék. Erős bázis. Redukálószerként használják.
Gyakran összetévesztik oxidjával, a hexametil-foszforamiddal – [(CH3)2N]3PO, HPMA –, amely poláros oldószer.